# Сен-Клу

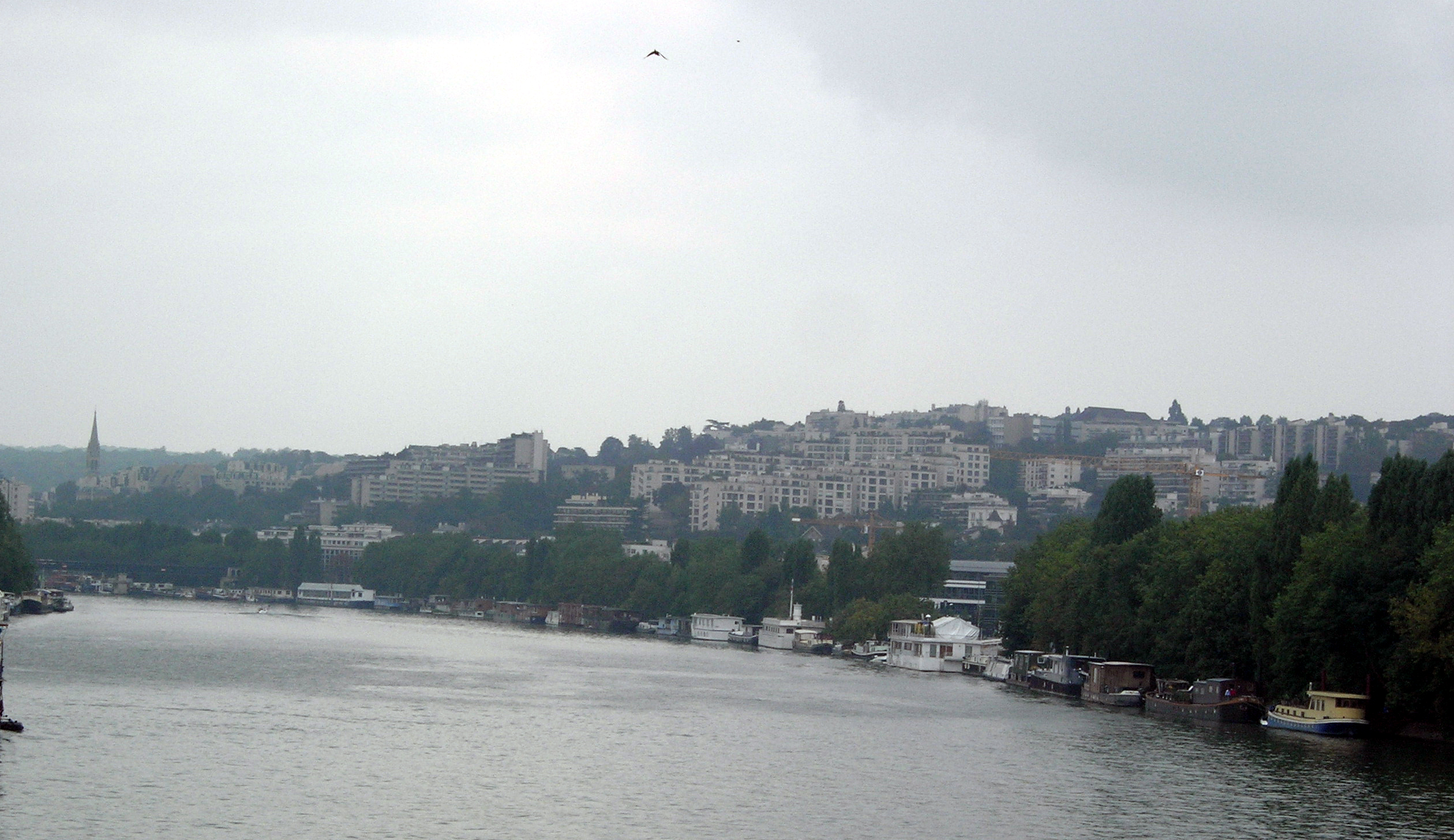
Вид со стороны Сены

Сен-Клу (фр. Saint-Cloud) — город, коммуна и западный пригород Парижа, расположенный на берегу Сены в 10 км от центра города.
Население — 29 194 жителей (2011).

## История
Назван в честь внука Хлодвига, святого Клодоальда, гробница которого расположена в пределах города.
С 1572 года в Сен-Клу находилась главная резиденция Орлеанского дома, уничтоженная огнём во время осады Парижа Пруссией (1870). От неё сохранилось несколько подсобных помещений и обширный парк.
С 1702 по 1764 годы в Сен-Клу действовала мануфактура по производству мягкого фарфора, а в 1875 году в специально построенные здания перевели знаменитую Севрскую фарфоровую мануфактуру.
С 1901 года в городе проводятся известные скачки.
В 1966—1989 годах здесь располагалась штаб-квартира Интерпола. 
В городе находится секретариат Генеральной конференции мер и весов.

## Известные уроженцы
- Палюстран, Кристиан